# Bruno Koschmider
Bruno Koschmider (30 avril 1926 à Dantzig, 2000 à Hambourg) est un entrepreneur allemand de Hambourg, surtout connu pour avoir employé les Beatles au début des années 1960. Il est notamment propriétaire à cette époque du cinéma porno Bambi Kino, de l’Indra Club et du Kaiserkeller (en), des établissements situés dans le quartier chaud de Sankt Pauli à Hambourg, peuplé de prostituées et de truands.

## Les Beatles
En mai 1960, il engage les Beatles sur les indications de leur agent Allan Williams (en). Payés 100 livres par semaine, ils jouent, à partir d’août 1960, sept jours sur sept au rythme de quatre sets d'une heure chaque soir, 48 nuits à l’Indra Club puis 58 autres dans la discothèque plus grande du Kaiserkeller, d'octobre à novembre. Ils logent alors sur des lits de camp dans un débarras derrière l'écran du Bambi Kino. Ils rompent leur contrat et quittent Koschmider pour un club concurrent, le Top Ten Club, son propriétaire Peter Eckhorn leur ayant proposé des conditions plus avantageuses. Furieux, Koschmider fait expulser George Harrison le 21 novembre 1961 car ce dernier est mineur et sans permis de travail. Il accuse Paul McCartney et Pete Best d'avoir tenté d'incendier le Bambi Kino alors qu'ils sont venus récupérer leurs maigres possessions et ont juste enflammé un préservatif attaché à un clou sur le mur de béton de leur chambre. McCartney et Best passent trois heures dans une prison locale puis sont à leur tour expulsés une semaine plus tard. John Lennon rentre un mois après.

## Postérité
Bruno Koschmider est dépeint dans plusieurs films sur le début de la carrière des Beatles.
Il est notamment incarné par Richard Marner (en) dans le film de 1979 Birth of the Beatles (en) de Paul Humpoletz, dans Backbeat : Cinq Garçons dans le vent d'Alex Cox en 1994 et dans le téléfilm In His Life: The John Lennon Story (en) en 2000.